# NBA 1954/55
Die NBA-Saison 1954/55 war die neunte Saison der National Basketball Association (NBA). Sie begann am 30. Oktober 1954 und endete regulär nach 288 Spielen am 14. März 1955. Die Postseason begann am 15. März und endete am 10. April mit 4—3 Finalsiegen der Syracuse Nationals über die Fort Wayne Pistons.

## Saisonnotizen
- Die Baltimore Bullets stellten den Spielbetrieb während der laufenden Saison nach drei Siegen und elf Niederlagen am 27. November 1954 ein. Im Gegensatz zu den Spielen der Washington Capitols in der Saison 1950/51 tauchen die 14 Spiele der Baltimore Bullets in keinen offiziellen Statistiken auf, auch nicht in denen der gegnerischen Teams und Spieler. Mit den Baltimore Bullets löste sich erstmals ein früherer NBA-Meister auf und letztmals ein Franchise überhaupt. Erst 1963 würde ein NBA-Team mit dem Franchise der Chicago Zephyrs für zehn Jahre als Baltimore Bullets nach Maryland zurückkehren.
- Es gab zwei Regelneuerungen: Die Team-Foul-Grenze und die Einführung der 24-Sekunden-Wurfuhr. Die Idee der Shotclock ging auf den Besitzer der Syracuse Nationals, Danny Biasone, und seinen Sportdirektor Leo Ferris zurück.[1]
- Neu war auch der Spielmodus. Gegen Gegner der eigenen Division mussten je zwölf Spiele ausgetragen werden, insgesamt also 36. Gegen die Teams der anderen Division wurden je neun Spiele – ebenfalls insgesamt 36 – ausgetragen.
- Erster Draft-Pick in der NBA-Draft 1954 wurde Paladin Frank Selvy von der Furman University für die Baltimore Bullets. Bob Pettit von den Tigers der Louisiana State University wurde an zweiter Stelle von den Milwaukee Hawks ausgewählt und wurde Rookie of the Year.[2]
- Im Auswärtsspiel seiner Milwaukee Hawks gegen die Minneapolis Lakers warf Frank Selvy am 2. Dezember 1954 einen vorläufigen Rekord von 24 Freiwürfen bei 26 Versuchen. Lediglich vier Menschen trafen bisher häufiger (Stand: 2020).
- Am 4. Dezember 1954 errang Neil Johnston den vorläufigen Rekord von 39 Rebounds für Philadelphia gegen die Syracuse Nationals. Lediglich vier Menschen hatten seither in 24 Fällen mehr Boards.
- Das fünfte NBA All-Star Game fand am Dienstag, den 18. Januar 1955 vor 15.564 Zuschauern im Madison Square Garden in New York statt. Al Cervis Eastern All-Stars besiegten Charles Eckmans Western All-Stars mit 100—91. All-Star Game MVP wurde Bill Sharman von den Boston Celtics.[3]
- Am Valentinstag 1955 fand in Miami zwischen den New York Knickerbockers und den Fort Wayne Pistons mit 20 und 28 das Spiel mit den wenigsten Rebounds der NBA-Geschichte statt.
- Für die Milwaukee Hawks war es die letzte Saison in Milwaukee, sie sollten 1955 nach St. Louis umziehen. Erst 1968 würde ein NBA-Franchise mit den Milwaukee Bucks nach Wisconsin zurückgekehrt sein.

## Abschlusstabellen
Pl. = Rang,  = Für die Playoffs qualifiziert, Sp = Anzahl der Spiele, S—N = Siege—Niederlagen, % = Siegquote (Siege geteilt durch Anzahl der bestrittenen Spiele), GB = Rückstand auf den Führenden der Division in der Summe von Sieg- und Niederlagendifferenz geteilt durch zwei, Heim = Heimbilanz, Ausw. = Auswärtsbilanz, Neutr. = Bilanz auf neutralem Boden, Div. = Bilanz gegen die Divisionsgegner

### Eastern Division
| Pl. | Mannschaft            | Sp | S—N   | %    | GB  | Heim  | Ausw. | Neutr. | Div.  |
| --- | --------------------- | -- | ----- | ---- | --- | ----- | ----- | ------ | ----- |
| 1.  | Syracuse Nationals    | 72 | 43—29 | .597 | —   | 25—70 | 10—16 | 08—60  | 21—15 |
| 2.  | New York Knicks       | 72 | 38—34 | .528 | 050 | 17—90 | 08—18 | 13—70  | 15—21 |
| 3.  | Boston Celtics        | 72 | 36—36 | .500 | 070 | 20—50 | 05—22 | 11—90  | 19—17 |
| 4.  | Philadelphia Warriors | 72 | 33—39 | .458 | 10  | 16—50 | 04—19 | 13—15  | 17—19 |
| *   | Baltimore Bullets     | 14 | 03—11 |      |     |       |       |        |       |

### Western Division
| Pl. | Mannschaft           | Sp | S—N   | %    | GB  | Heim  | Ausw. | Neutr. | Div.  |
| --- | -------------------- | -- | ----- | ---- | --- | ----- | ----- | ------ | ----- |
| 1.  | 0Fort Wayne Pistons0 | 72 | 43—29 | .597 | —   | 20—60 | 09—14 | 14—90  | 28—80 |
| 2.  | Minneapolis Lakers   | 72 | 40—32 | .556 | 030 | 18—60 | 10—14 | 12—12  | 18—19 |
| 3.  | Rochester Royals     | 72 | 29—43 | .403 | 14  | 17—11 | 04—19 | 08—13  | 14—22 |
| 4.  | Milwaukee Hawks      | 72 | 26—46 | .361 | 17  | 06—11 | 09—16 | 11—19  | 12—24 |

- Die Baltimore Bullets lösten sich am 27. November 1954 während der laufenden Saison mit einer Bilanz von 3—11 Siegen auf. Im Gegensatz zu den Spielen der Washington Capitols in der Saison 1950/51 tauchen die 14 Spiele der Baltimore Bullets in keiner offiziellen Statistik auf, auch in keiner der gegnerischen Teams und Spieler.

## Ehrungen
- All-Star Game MVP 1955: Bill Sharman, Boston Celtics
- Rookie of the Year 1954/55: Bob Pettit, Milwaukee Hawks

| - All-NBA First Team: - Neil Johnston, Philadelphia Warriors - Bob Cousy, Boston Celtics - Dolph Schayes, Syracuse Nationals - Bob Pettit, Milwaukee Hawks - Larry Foust, Fort Wayne Pistons | - All-NBA Second Team: - Vern Mikkelsen, Minneapolis Lakers - Harry Gallatin, New York Knickerbockers - Paul Seymour, Syracuse Nationals - Slater Martin, Minneapolis Lakers - Bill Sharman, Boston Celtics |

## Führende Spieler in Einzelwertungen
| Kategorie       | Spieler       | Mannschaft            | Wert   |
| --------------- | ------------- | --------------------- | ------ |
| Punkte          | Neil Johnston | Philadelphia Warriors | 1631   |
| Wurfquote †     | Larry Foust   | Fort Wayne Pistons    | 48,7 % |
| Freiwurfquote ‡ | Bill Sharman  | Boston Celtics        | 89,7 % |
| Assists         | Bob Cousy     | Boston Celtics        | 557    |
| Rebounds        | Neil Johnston | Philadelphia Warriors | 1085   |

† 210 Körbe nötig. Foust nahm 818 Schüsse und traf 398 mal.
‡ 180 Freiwürfe nötig. Sharman traf 347 von 387.
- Mit 319 beging Vern Mikkelsen von den Minneapolis Lakers die meisten Fouls und sollte in den kommenden beiden Jahren ebenfalls die Foulstatistik anführen. Charley Share von den Milwaukee Hawks war mit insgesamt 19 mal am häufigsten fouled out.
- Paul Arizin von den Philadelphia Warriors stand mit 2953 Minuten in 72 Spielen am längsten auf dem Parkett.
- Johnstons 1631 Punkte ergaben einen Durchschnitt von 22,7 Punkten pro Spiel. Er hatte nach Foust und Jack Coleman die drittbeste Wurfquote aus dem Feld mit 44 %.
- Bis zur Saison 1968/69 wurden den Statistiken in den Kategorien „Punkte“, „Assists“ und „Rebounds“ die insgesamt erzielten Leistungen zu Grunde gelegt und nicht die Quote pro Spiel.[4]
- Bill Sharman, der zwischen 1952 und 1961 siebenmal die beste Freiwurfquote hatte – dabei bis 1958 fünfmal in Folge – hat seine Freiwurfquote im Vergleich zum Vorjahr substantiell verbessert. Mehr Freiwürfe erzielten der drittplatzierte Dolph Schayes (489), sowie Bob Cousy (460) und Harry Gallatin (393), alle mit einem Schnitt von über 80 %.

## Playoffs-Baum
|  | Division-Halbfinals | Division-Halbfinals     | Division-Halbfinals |  |  | Division-Finals | Division-Finals    | Division-Finals |  |    | NBA-Finals         | NBA-Finals         | NBA-Finals |
|  |                     |                         |                     |  |  |                 |                    |                 |  |    |                    |                    |            |
|  | Western Division    | Western Division        | Western Division    |  |  | W1              | Fort Wayne Pistons | 3               |  |    |                    |                    |            |
|  | W2                  | Minneapolis Lakers      | 2                   |  |  | W2              | Minneapolis Lakers | 1               |  |    |                    |                    |            |
|  | W3                  | Rochester Royals        | 1                   |  |  |                 |                    |                 |  | W1 | Fort Wayne Pistons | 3                  |            |
|  |                     |                         |                     |  |  |                 |                    |                 |  |    | E1                 | Syracuse Nationals | 4          |
|  | Eastern Division    | Eastern Division        | Eastern Division    |  |  | E1              | Syracuse Nationals | 3               |  |    |                    |                    |            |
|  | E2                  | New York Knickerbockers | 1                   |  |  | E3              | Boston Celtics     | 1               |  |    |                    |                    |            |
|  | E3                  | Boston Celtics          | 2                   |  |  |                 |                    |                 |  |    |                    |                    |            |

## Playoffs-Ergebnisse
Die Playoffs begannen am 20. März und wurden in der ersten Runde nach dem Modus „Best of Three“ ausgetragen, die Division-Finals nach dem Modus „Best of Five“ und die NBA-Finals nach dem Modus „Best of Seven“. Die Divisionssieger hatten ein Freilos in der ersten Runde.

### Eastern Division-Halbfinals
Boston Celtics 2, New York Knickerbockers 1

Dienstag, 15. März: Boston 122 – 101 New York

Mittwoch, 16. März: New York 102 – 95 Boston

Sonnabend, 19. März: New York 109 – 116 Boston

### Western Division-Halbfinals
Die beiden Heimspiele der Lakers fanden in Saint Paul, der Zwillingsstadt von Minneapolis, statt.
Minneapolis Lakers 2, Rochester Royals 1

Mittwoch, 16. März: Minneapolis 82 – 78 Rochester

Freitag, 18. März: Rochester 94 – 92 Minneapolis

Sonnabend, 19. März: Minneapolis 119 – 110 Rochester

### Eastern Division-Finals
Syracuse Nationals 3, Boston Celtics 1

Dienstag, 22. März: Syracuse 110 – 100 Boston

Donnerstag, 24. März: Syracuse 116 – 110 Boston

Sonnabend, 26. März: Boston 100 – 97 Syracuse (n. V.)

Sonntag, 27. März: Boston 94 – 110 Syracuse

### Western Division-Finals
Die Heimspiele der Pistons fanden in Elkhart und in Indianapolis in Indiana statt.
Fort Wayne Pistons 3, Minneapolis Lakers 1

Sonntag, 20. März: Fort Wayne 96 – 79 Minneapolis

Dienstag, 22. März: Fort Wayne 98 – 97 Minneapolis (n. V.)

Mittwoch, 23. März: Minneapolis 99 – 91 Fort Wayne (n. V.)

Sonntag, 27. März: Minneapolis 96 – 105 Fort Wayne

## NBA-Finals

### Syracuse Nationals vs. Fort Wayne Pistons
Die Heimspiele der Fort Wayne Pistons fanden in der Hauptstadt des Staates in Indianapolis statt.
Die Finalergebnisse:

Donnerstag, 31. März: Syracuse 86 – 82 Fort Wayne

Sonnabend, 2. April: Syracuse 87 – 84 Fort Wayne

Sonntag, 3. April: Fort Wayne 96 – 89 Syracuse

Dienstag, 5. April: Fort Wayne 109 – 102 Syracuse

Donnerstag, 7. April: Fort Wayne 74 – 71 Syracuse

Sonnabend, 9. April: Syracuse 109 – 104 Fort Wayne

Sonntag, 10. April: Syracuse 92 – 91 Fort Wayne
Die Syracuse Nationals werden mit 4—3 Siegen zum ersten Mal NBA-Meister.

## Die Meistermannschaft der Syracuse Nationals
| Dick Farley, Billy Gabor, Billy Kenville, Red Kerr, George King, Earl Lloyd, Wally Osterkorn, Red Rocha, Dolph Schayes, Captain Paul Seymour, Connie Simmons, Bill Tucker Head Coach: Al Cervi |